# Turaga Nation

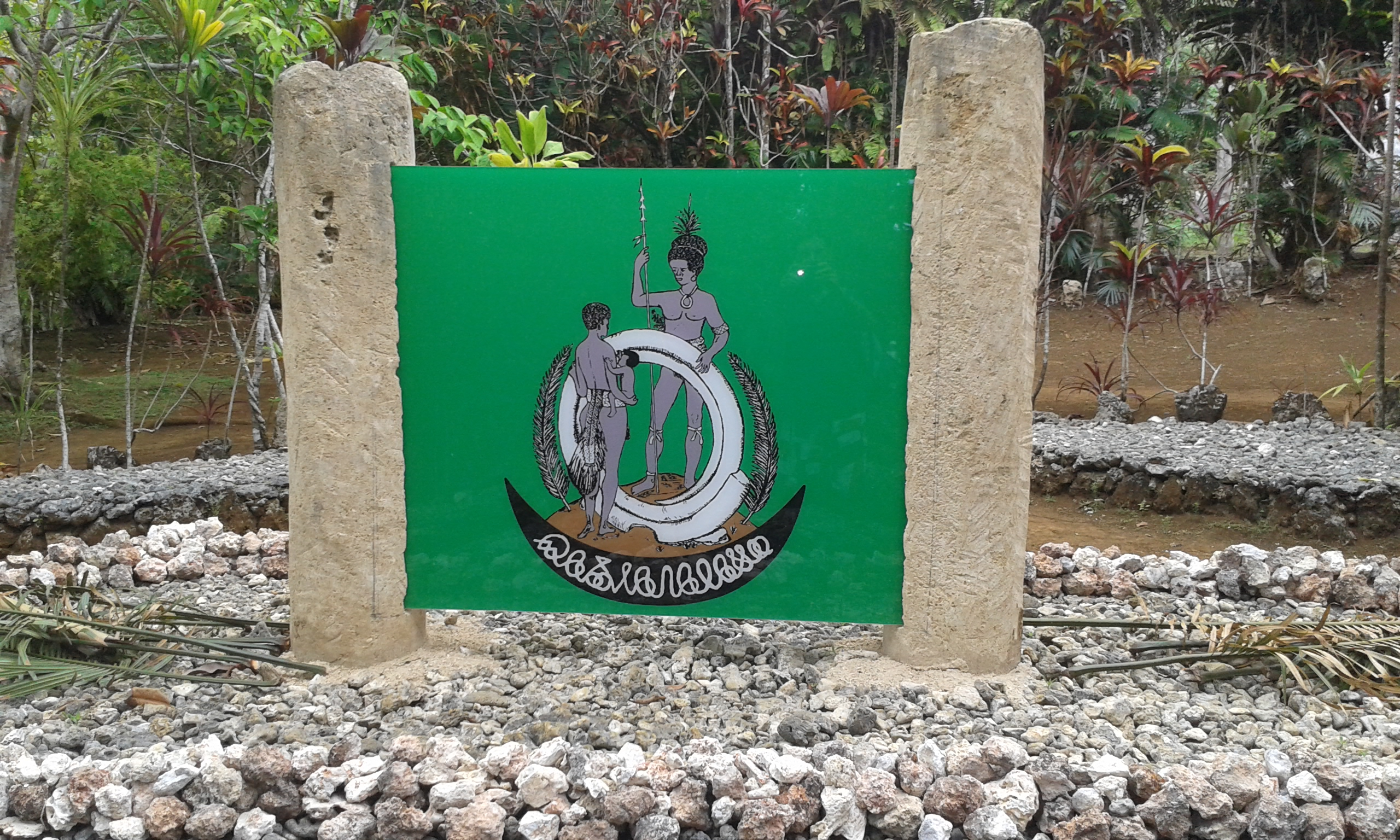
Wappen der Turaga in Lavatmanggemu

Turaga nation (von tu „Stehen“ und raga, Stammesname) ist eine indigene Bewegung in nördlichen Pentecost Island, Vanuatu. Der Anführer ist Chief Viraleo Boborenvanua und es steht in Verbindung mit Motarilavoa Hilda Lini. Die Organisation hat ihr Zentrum in dem traditionellen Dorf Lavatmanggemu an der Nordostküste von Pentecost.

## Ziele
Das Turaga Movement will eine Wiederbelebung traditioneller melanesischer Bräuche, jedoch unter bestimmten Aspekten modernisiert, fördern. Anstatt des „westlichen“ Wirtschaftssystems, welches als Grund für Armut und Abhängigkeit vom Ausland gesehen wird, fördert die Bewegung die so genannte kastom economy (custom), die auf einem traditionellen System des wirtschaftlichen Austauschs basiert und einheimische Formen der Währung wie Schweine und Webmatten erhält. Das Turaga Movement führt seine eigene Bank (Tari Bunia Bank (Tangbunia) nach den Riesenkörben in welchen traditionell die Wertsachen aufbewahrt wurden). Dort können Gegenstände eingelagert werden und es wurde eine eigene Währung (livatu, äquivalent dem Wert eines voll ausgewachsenen Eberzahns) geschaffen, in welcher der Wert ausgedrückt werden kann. Turaga hat auch Kontroversen ausgelöst, als Pläne zum Druck eigenen Papiergelds veröffentlicht wurden.
Die Bewegung unterhält eine Schule, Bwatielen Borebore, Vovoraga, Mwaguana i Gotovigi (Melanesian Institute of Science, Philosophy, Humanity and Technology), wo den Studenten eine Alternative zur „Western-style“ Bildung geboten wird. Die Schule folgt einem selbstverfassten Curriculum, der Unterricht ist nach dem einheimischen Lunarkalender organisiert. Die Studenten schreiben in der einheimischen Raga-Sprache oder in Bislama, mit dem Avoiuli genannten Alphabet, welches von Viraleo entwickelt wurde und welches inspiriert ist von traditionellen Sandzeichnungen.
Das Turaga Movement wird kontrovers wahrgenommen. Manche sehen darin einen Cargo-Kult, oder einen Rückschritt zum Heidentum (heathenism). Die Bewegung wurde aber auch kritisiert, weil sie eine ganz eigene Interpretation der traditionellen Kultur vorantreibt. Die Anführer von Turaga argumentieren dagegen, dass die Werte, die sie fördern, allen traditionellen melanesischen Gesellschaften eigen sind und nicht inkompatibel mit dem Christentum sind.